# Beata Zawadzka-Kłos
Beata Lidia Zawadzka-Kłos (ur. 26 lutego 1964 w Łodzi) – polska profesor doktor habilitowana sztuk muzycznych, prorektor Akademii Muzycznej im. Grażyny i Kiejstuta Bacewiczów w Łodzi (2012–2020).

## Życiorys
Beata Zawadzka-Kłos jest absolwentką śpiewu na Akademii Muzycznej w Łodzi w klasie Jadwigi Pietraszkiewicz.
Wykonuje muzykę od barokowej do współczesnej. W koncertach oratoryjno-kantatowych wykonała solistyczne partie sopranowe m.in.: Stabat Mater G.B. Pergolesiego, Requiem, Exultate Jubilate, Vesperae solennes de confessore, Missa brevis B-dur KV275 W.A. Mozarta, Te Deum A. Brucknera, Via Crucis F. Liszta, Salve Regina G.F. Haendla, Magnificat T. Albinoniego, Magnificat J.S. Bacha, Messa di Requiem G. Donizettiego, Te Deum G. Bizeta.
W 1992 rozpoczęła pracę w Akademii Muzycznej w Łodzi w charakterze asystentki przy Katedrze Wokalistyki. Prowadzi kursy wokalne, jest jurorką konkursów wokalnych. W 1996 uzyskała kwalifikacje I stopnia, a w 2002 kwalifikacje II stopnia w dziedzinie wokalistyki. Obecnie pracuje jako profesor zwyczajna. W 2005 została powołana na stanowisko Kierowniczki Katedry Wokalistyki. W 2009 otrzymała tytuł profesora sztuki. Od 2008 Dziekan Wydziału Wokalno-Aktorskiego, a od 2012 do 2020 prorektor ds. studenckich i artystycznych.
Członkini Łódzkiego Towarzystwa Naukowego.

## Nagrody i odznaczenia
- Nagroda specjalna na Ogólnopolskim Konkursie im. Ady Sari w Nowym Sączu (1988)
- Wyróżnienie na Międzyuczelnianym Konkursie Muzyki Kameralnej w Łodzi (1989)
- III nagroda na Ogólnopolskim Konkursie Wokalnym w Dusznikach Zdroju (1992)
- Finalistka Międzynarodowego Konkursu im. St. Moniuszki w Warszawie (1992)
- Półfinalistka Międzynarodowego Konkursu Wokalnego Belvedere w Wiedniu (1992)
- Stypendystka Ministerstwa Kultury i Sztuki (1988/89)
- Odznaka „Zasłużony Działacz Kultury” (2003)
- Nagroda III st. Rektora Akademii Muzycznej w Łodzi za szczególnie aktywną działalność artystyczną i sukcesy pedagogiczne (2004)